# Mukti Karya (Panca Jaya)
Mukti Karya is een bestuurslaag in het regentschap Mesuji van de provincie Lampung, Indonesië. Mukti Karya telt 3629 inwoners (volkstelling 2010).